# Bárándy Péter
Bárándy Péter (Budapest, 1949. június 12. –) magyar ügyvéd, politikus, a Medgyessy-kormány igazságügy-minisztere. A Joseph Pulitzer-emlékdíj kuratóriumának tagja.

## Jogászi pályafutása
Az Eötvös Loránd Tudományegyetem Jogtudományi Karán szerzett jogi doktorátust 1974-ben. 1974 és 1976 között ügyvédjelölt volt. 1976-ban szakvizsgázott, kisebb megszakítással ügyvéd, szakterülete a büntetőügyek.
1983-ban a Budapesti Ügyvédi Kamara titkára lett. 1992-ben annak főtitkárává választották. 2006-ban jelölték a Budapesti Ügyvédi Kamara elnökének, azonban helyette Réti Lászlót választották meg. A Magyar Kriminológiai Társaság elnökségi tagja. Az ELTE ÁJK meghívott oktatójaként is dolgozik. 
Több ismertebb büntetőügyben vállalt védői szerepet, többek között az „ír gázoló” néven ismertté vált Ciaran Tobin, valamint a röszkei határzár megtámadásáért elítélt Ahmed H. védője is volt. Ügyvédje volt továbbá a VI. kerületi ingatlanbotrányban sikkasztással vádolt, és első fokon nyolc és fél évre itélt szabaddemokrata Gál Györgynek. Egyes védői szereplései miatt heves bírálatokat kapott jobboldali politikusoktól, azonban az ügyvédi kamarák egy emberként kiálltak mellette.
„(Tag)állami szervezett bűn” címmel tanulmányt írt Bihari Istvánnal közösen a szervezett bűnözésről a Magyar Bálint által szerkesztett, 2013 őszén megjelent Magyar polip című kötetbe. (További publikációinak a listája elérhető a következő linken:https://web.archive.org/web/20180909031532/http://www.barandypeter.hu/publikaciok.php )
Többször felemelte hangját a jogállamiság védelmében.

## Politikai pályafutása
1992-ben a Palotás János által létrehozott Köztársaság Párt alapítója és alelnöke volt, annak 1996-os megszűnéséig. Az 1994-es országgyűlési választáson a párt országgyűlési képviselőjelöltje volt. A párt megszűnésétől 2002-ig nem vett részt a politikai életben.

### Miniszteri pályafutása
Medgyessy Péter még miniszterelnök-jelöltként igazságügy-miniszternek jelölte. A választások megnyerése után letette a miniszteri esküt. Minisztersége alatt többek között felhasználták a magántőkét a börtönépítéshez és enyhítették az Orbán-kormány alatt hozott, túl szigorúnak ítélt drogtörvényt. Megszüntették továbbá az újszülött megölésének büntetőjogi tényállását is.
2004-ben, a miniszterelnök-váltás után nem vállalt posztot a kormányban, majd újra ügyvédi gyakorlatot folytatott.
Bárándy neve többször felmerült köztársasági elnöknek, az MSZP „négyes listáján” is szerepelt, de a kevés jelölés miatt visszalépett. Jelölése ellen több liberális civil szervezet is tiltakozott.
2015-ben alapító tagja volt a Kontroll-csoportnak, mely célul tűzte ki az Orbán-kormány leváltását.

## Családja
A nagy múltú nemesi Bárándy jogász család tagja. Elvált, volt felesége Dr. Bárándy Zsuzsanna jogász. Házasságából két gyermeke született. Fia, Bárándy Gergely az MSZP országgyűlési képviselője, elnökségi tagja. Édesapja, Bárándy György közismert legendás védőügyvéd volt. Egyes sajtóhírek szerint a család tagjai nem voltak egymással beszélőviszonyban.

## Kritikák
2021-ben három másik jogásszal együtt (Vörös Imre, Fleck Zoltán, Lengyel László), amellett érvelt egy a Népszavában megjelent röpiratban, hogy a 2022-es választás után az esetlegesen hatalomra jutó ellenzéknek akár feles többséggel is ki kell mondania a fennálló Alaptörvény semmisségét.

## Díjai
- A Magyar Köztársasági Érdemrend középkeresztje (2009)
- Radnóti Miklós antirasszista díj (2022)[17]